# بان أمريكان الرحلة 73
بان أم الرحلة 73 كانت رحلة طيران الخطوط الجوية الأمريكية في 5 سبتمبر 1986، وقد انطلقت من مومباي إلى نيويورك عبر كراتشي ثم فرانكفورت، واختطفت من قبل مجموعة إرهابية وبقيت الطائرة في المطار 16 ساعة ولحسن حظ ركاب وطاقم الرحلة دخلت وحدات من الولايات المتحدة وباكستان للمساعدة وكانت قد أنقذت 330 شخصا ولكن مات 51 شخصا بسبب طلقات نارية. وما زالت بان أم الرحلة 73 أحد أكثر الضربات إرهابية لدى الولايات المتحدة حتى قضية لوكربي وأحداث 11 سبتمبر 2001.